# Marchagaz
Marchagaz là một đô thị trong tỉnh Cáceres, Extremadura, Tây Ban Nha. Theo điều tra dân số 2006 (INE), đô thị này có dân số là 269 người.
40°16′B 6°16′T / 40,267°B 6,267°T